# Lei Áurea
A Lei Áurea, oficialmente Lei n.º 3 353 de 13 de maio de 1888, é a lei que extinguiu a escravidão no Brasil. O processo de abolição da escravidão no Brasil foi gradual, e a Lei Áurea foi precedida pela Lei Eusébio de Queirós, (Lei nº 581, de 4 de setembro de 1850), que proibiu a entrada de africanos escravizados no Brasil; pela Lei do Ventre Livre, Lei 2 040, de 28 de setembro de 1871, que libertou todas as crianças nascidas de mães escravas a partir de então; e pela Lei dos Sexagenários, lei 3 270, de 28 de setembro 1885, que regulava a "extinção gradual do elemento servil", e que tornou livre todos os escravos com sessenta anos de idade ou mais.
O Brasil foi o último país independente da América Latina e do Ocidente a abolir oficialmente a escravidão.

## Etimologia
A palavra áurea, que vem do latim aurum, e é uma expressão de uso simbólico que significa "feito de ouro", brilhante, magnífico, nobre ou "de muito valor" e luz.

## Data cívica
O dia 13 de maio é considerado data cívica no Brasil. O decreto n.º 155 B, de 14 de janeiro de 1890, estabeleceu um feriado nacional em 13 de maio, declarando-o "consagrado à comemoração da fraternidade dos Brasileiros". Este feriado existiu até 15 de dezembro de 1930, quando Getúlio Vargas o revogou através do decreto n.º 19 488.

## Contexto

### A escravidão no Império do Brasil

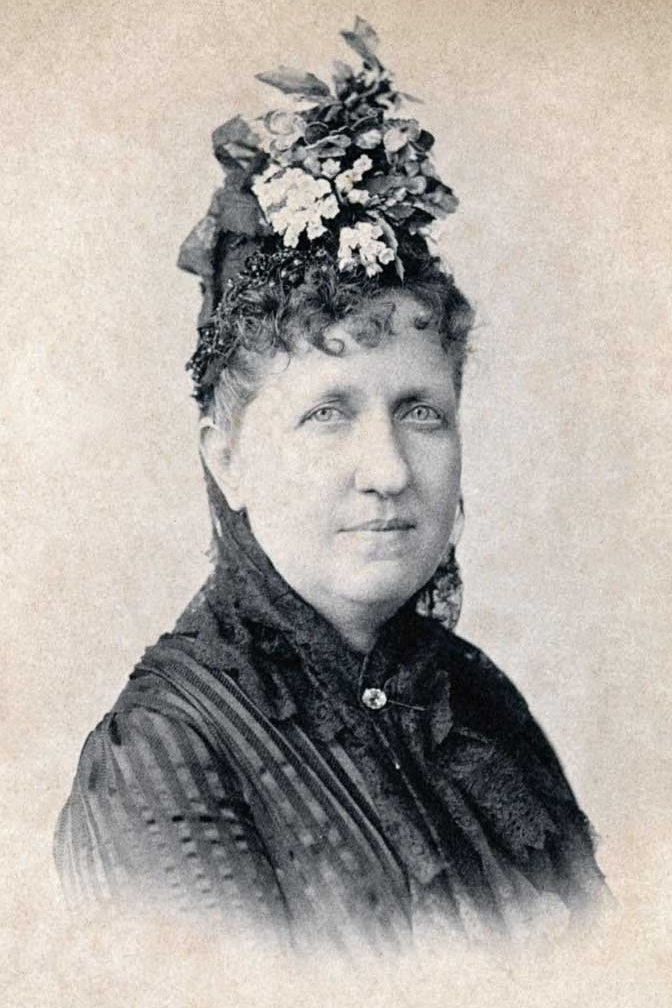
Isabel do Brasil, regente do Império quando da assinatura da Lei Áurea, pela qual ficou conhecida como "A Redentora"

A Constituição do Império, outorgada em 1824, não alterou a então política escravocrata. Nem a Carta Magna de 1824, nem qualquer outra lei da época contemplava o escravo como cidadão brasileiro para qualquer efeito na vida social, política ou pública. Apenas os "ingênuos" (filhos escravos nascidos livres) e os libertos tinham alguns direitos políticos e poderiam ocupar determinados cargos públicos. No seu artigo 92, a Constituição de 1824 diz:
| “ | Artigo 92: São excluidos de votar nas Assembléas Parochiaes: Alínea III. Os criados de servir, em cuja classe não entram os Guardalivros, e primeiros caixeiros das casas de commercio, os Criados da Casa Imperial, que não forem de galão branco, e os administradores das fazendas ruraes, e fabricas. | ” |

Uma lei e um tratado internacional feitos no primeiro reinado e no período regencial proibindo o tráfego internacional de escravos não foram cumpridas.
Em 19 de maio de 1826, Pedro I do Brasil ratificou a convenção de 23 de novembro de 1825 entre Brasil e Inglaterra que declarava extinto o tráfico de escravos 3 anos após a troca das ratificações. Esta troca de ratificações ocorreu em Londres em 17 de março de 1827, tornando ilegal o tráfico de escravos, portanto, a partir de 17 de março de 1830.
A Lei Feijó, de 7 de novembro de 1831, no período regencial, declarava livres os escravos importados da África a partir daquela data, com duas exceções e prevendo penas para o tráfico internacional de escravos:
| “ | Art. 1.º. Todos os escravos, que entrarem no território ou portos do Brasil, vindos de fora, ficam livres. Excetuam-se: 1.º Os escravos matriculados no serviço de embarcações pertencentes a país, onde a escravidão é permitida, enquanto empregados no serviço das mesmas embarcações. 2.º Os que fugirem do território, ou embarcação estrangeira, os quais serão entregues aos senhores que os reclamarem, e reexportados para fora do Brasil. | ” |

| “ | Art. 2.º Os importadores de escravos no Brasil incorrerão na pena corporal do art. 179 do Código Criminal imposta aos que reduzem à escravidão pessoas livres, e na multa de 200$000 por cabeça de cada um dos escravos importados. | ” |

A lei de 27 de outubro de 1831, da época do período regencial, revogou as cartas régias de João VI de Portugal que mandavam fazer guerra aos índios de São Paulo e de Minas Gerais que frequentemente atacavam as fazendas, vilas e povoados daquelas províncias. As cartas régias de João VI ordenavam que os índios capturados nestas guerras fossem reduzidos à servidão. A carta régia de 13 de maio de 1808 falava de índios botocudos antropófagos que atacavam portugueses e índios mansos na região do vale do rio Doce, em Minas Gerais. Esta lei de 1831 foi a última e definitiva lei revogando a escravidão indígena no Brasil.
Vários projetos sobre abolição de escravos foram apresentados já no primeiro reinado: José Clemente Pereira apresentou, em 19 de maio de 1826, à Câmara Geral, um projeto abolindo a escravatura a partir de 31 de dezembro de 1840. Em 18 de maio de 1830, o deputado Antônio Ferreira França apresentou, à Câmara Geral, um projeto de abolição gradual que extinguiria a escravidão em 25 de março de 1881. Em 8 de junho de 1831, o mesmo deputado apresentou outro projeto declarando que o ventre não transmitia a escravidão.
A Constituição da República Rio-Grandense, de 1843, por omissão, preservava a escravatura de modo semelhante à Constituição Imperial. Apesar disso, ao término da Guerra dos Farrapos, foi concedida a liberdade aos escravos que haviam servido nas fileiras republicanas, através do Tratado de Poncho Verde.
O tráfico internacional de escravos foi abolido, em definitivo, em 1850, pela Lei Eusébio de Queirós.

### A falta de mão de obra no sudeste do Brasil
Ainda antes do movimento abolicionista ganhar força, o problema da falta de mão de obra, chamada, na época, de "falta de braços para a lavoura", já atrapalhava o crescimento de São Paulo e do Rio de Janeiro.
Por este motivo, ocorreram diversas tentativas de atrair mão de obra estrangeira por meio da imigração. Uma das primeiras tentativas ocorreu ainda no primeiro reinado, quando Pedro I tentou instalar uma colônia alemã em São Paulo no ano de 1827, o que de fato ocorreu na vila de Santo Amaro (distrito de São Paulo), porém não com o sucesso esperado. Entre as autoridades que apoiaram a instalação da colônia alemã em Santo Amaro, estavam o senador Nicolau Pereira de Campos Vergueiro e o sargento-mor José da Silva de Carvalho, comandante de Santo Amaro e avô de Rodrigo Augusto da Silva. Esta colônia alemã custou uma fortuna aos cofres da província de São Paulo, o que quase levou à falência o governo provincial. Em São Paulo, a imigração alemã recebeu alguns ataques da população, como demonstra o artigo escrito por um anônimo publicado no Farol Paulistano de 12 de julho de 1828:
| “ | … não havemos de chorar amargamente a quantia de 1:400$000 reis (um conto e quatrocentos mil reis) para mais que mensalmente sai dos cofres nacionais da Província para sustentar os colonos? Não nos havemos de lembrar com dor que esse dinheiro é sangue dos nossos concidadãos, e que se estes, por estas e outras ficarem reduzidos a mendicidade hão de mandá-los a taboa, ao mesmo passo que se importa gente estranha, (si vera est fama) facinorosa, com inauditos sacrifícios, para colonizar um país que não precisa, senão que o deixem prosperar, para crescer, para vir a ser uma nação formidável | ” |

| “ | Havemos de sofrer que o Sr. José Olinto de Carvalho, Governador da Praça de Santos, engane a Augusta pessoa de S.M. o Imperador, asseverando num oficio a Monsenhor Miranda, que os honrados povos desta Província estão animados dos mais louváveis sentimentos a favor da colonização estrangeira, quando pelo contrario os paulistas deploram se é que não detestam semelhante colonização? | ” |

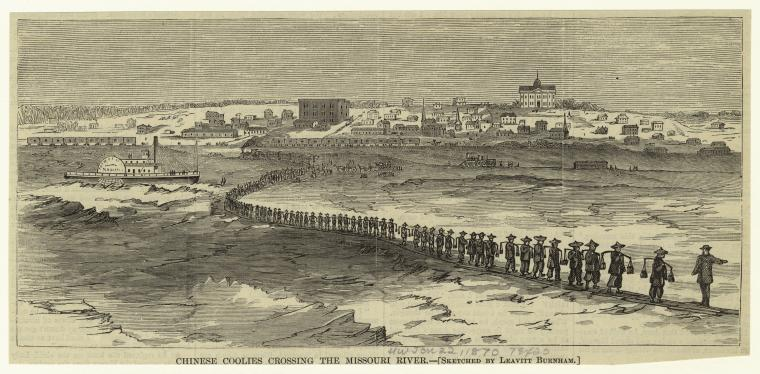
Chineses na América do Norte. Antes da abolição da escravatura, o governo brasileiro procurou outras formas de mão de obra para a lavoura. Em 1879, o governo tentou contratar coolies chineses, seguindo o exemplo dos Estados Unidos e Canadá.

Outras tentativas foram feitas, incluindo as colônias de parceria promovidas pelo senador Vergueiro, em 1847. Em 1879, o então ministro das Relações Exteriores, conselheiro Antônio Moreira de Barros, tentou promover a imigração de chineses para o Brasil, o que já havia ocorrido em 1874, com a vinda de mais de mil trabalhadores chineses para o Brasil. O ministro Antônio Moreira de Barros, era contra a abolição da escravatura sem uma nova fonte de mão-de-obra para a lavoura e indenização aos fazendeiros. Moreira de Barros mudou de ideia em 1888 quando passou a defender a abolição imediata. Em 1879, o Brasil enviou uma missão diplomática à China. Moreira de Barros obteve o apoio do influente visconde de Sinimbu, porém encontrou forte oposição do deputado Joaquim Nabuco, na Câmara Geral (atual Câmara dos Deputados), e, também, da Inglaterra e de Portugal, que temiam a imigração de chineses. Em 1883, foi fundada, no Rio de Janeiro, a Companhia Comércio e Imigração Chinesa, que também não obteve sucesso por diversas razões, incluindo a censura da Anti-Slavery Society de Londres.
Havia duas formas de instalar os imigrantes. A primeira era organizando colônias onde os imigrantes eram proprietários de terra, o que ocorreu principalmente no sul do país, com clima mais semelhante ao da Europa, dando origem a cidades com características europeias. A segunda modalidade era instalar os imigrantes em fazendas de café, onde trabalhavam como meieiros. Muitos desses imigrantes se tornaram depois proprietários de terra e convidaram parentes que ficaram na Europa para também virem para o Brasil.
Tanto o conselheiro Antônio Prado quanto Washington Luís, presidente de São Paulo entre 1920 e 1924, não aceitavam os imigrantes como desbravadores do sertão, assentando-os sempre em regiões já povoadas, em fazendas já formadas, próximas aos centros de consumo, como denota Washington Luís em sua mensagem ao Congresso Legislativo do Estado de São Paulo (1891-1930), em 1922:
| “ | Pretender, nas extremas terras cobertas ainda de mata-virgem, que só o machado do nosso caboclo sabe desbastar, com homens de outros climas e afeiçoadas a outros hábitos, rompendo com tudo que o senso prático tem fundado, no decurso de anos, estabelecer uma nova organização agrícola não é descortino de estadista, senão sonho de visionário. O fracasso de tal inovação será fatal. | ” |

M. Paulo Filho no artigo "Centenário de Antônio Prado", publicado em livro homônimo, diz que, em 1920, 32 anos após a abolição da escravatura, ainda a "falta de braços para a lavoura" ainda era problema angustiante. O conselheiro Antônio Prado, veterano produtor de café e especialista na questão do café, enviou uma histórica carta ao candidato a presidente Nilo Peçanha sobre essa questão. Essa carta foi lida por Getúlio Vargas, em 1930, no lançamento de sua candidatura a presidente e incluída na "Plataforma da Aliança Liberal". O conselheiro Antônio Prado também fundara, em 1920, uma sociedade particular para introdução de trabalhadores agrícolas e fora negociar a imigração na Europa.
Diz M. Paulo Filho: "Em 1920, a situação dos fazendeiros paulistas era aflitiva pela escassez de colonos. Milhares de cafeeiros ficaram abandonados. Do estrangeiro não chegavam os trabalhadores. Os que permaneciam nas fazendas, tratavam de desertar. Iam estabelecer-se no Noroeste de São Paulo. Os caboclos baianos que surgiam das bandas de Pirapora eram insuficientes. Na maioria, camaradas que se ofereciam para trabalhos temporários, como capina e limpeza de cafezais".
Na reunião do Conselho de Estado de 31 de maio de 1889, o conselheiro Lafaiete Rodrigues Pereira faz uma síntese dos problemas criados pela introdução em massa de imigrantes visando a substituição do trabalho escravo, com grandes gastos para o Estado brasileiro, sem que, por outro lado, tenha sido feito, pelo governo, investimentos na agricultura:
| “ | O corpo legislativo votou uma grande soma, enorme mesmo para o nosso orçamento, para a introdução e colocação de trabalhadores estrangeiros. Na execução deste pensamento o ministério houvesse com um descaso que toca às raias da inépcia: celebrou contratos a esmo e à ventura, omitindo as cautelas que a experiência nos tinha ensinado e violando a lei que marca o limite de tempo para tais contratos. As coisas a este respeito fizeram-se de uma maneira tão grossa que gerou-se no espírito público a suspeita que esses contratos foram realizados antes na intenção de favorecer os contratantes que no de atender aos interesses da nação. Não é só isso. O ministério não cuidou absolutamente de tomar medidas práticas e acertadas para a colocação dos imigrantes, parte a mais delicada do problema e da qual depende essencialmente o bom êxito deste importantíssimo serviço. Em consequência, os imigrantes, que começaram a chegar em grandes massas, se acumularam nas hospedarias do governo e nos pontos para onde foram introduzidos, e não tendo obtido emprego aí estão a refluir para as cidades do litoral, a esmolar pelas ruas e praças, regressando aos milhares para as suas pátrias, e levando a desilusão e um ressentimento profundo contra o país que não soube acolhê-los. Estes erros e desazos preparam-nos um desastre, economicamente talvez mais fecundo em males do que a própria abolição do elemento servil. A imigração era o remédio contra os efeitos da abolição. E a política do Ministério a este respeito, se não a matou, levantou em torno do assunto dificuldades que só tarde e com grandes e pesadíssimos sacrifícios poderão ser afinal vencidas. Da exposta série de erros, faltas e desazos resultou que a lavoura, a principal, senão a única fonte de nossa riqueza, continua abandonada, privada de recursos e entregue a um desânimo que ameaça degenerar em desespero. | ” |

Em São Paulo, Antônio da Silva Prado e o então deputado Rodrigo Augusto da Silva tomaram a dianteira na promoção da imigração europeia. Antônio da Silva Prado foi nomeado Inspetor especial de terras e colonização da Província de São Paulo em 1878, e, no mesmo ano, Rodrigo Augusto da Silva foi presidente da Associação Auxiliadora do Progresso da Província. Ambos eram contra a abolição da escravatura enquanto não houvesse mão de obra para a lavoura, e representavam o movimento imigrantista, e não abolicionista. Em 1885, foi fundada, em São Paulo, a Sociedade Brasileira de Imigração, dirigida pelos cafeicultores Rafael de Aguiar Pais de Barros, Martinho Prado Júnior, conselheiro Antônio Prado e Nicolau de Sousa Queiroz. Outras sociedades foram fundadas no mesmo ano como a Sociedade Taubateana de Imigração, filial da Sociedade Central de Imigração.

### Conjuntura política da época da abolição dos escravos
O projeto da Lei Áurea foi decorrência de pressões internas e externas: em 1888, o movimento abolicionista já possuía uma grande força e apoio popular no país e já havia conseguido a aprovação da Lei Eusébio de Queirós, a Lei do Ventre Livre e a Lei dos Sexagenários.

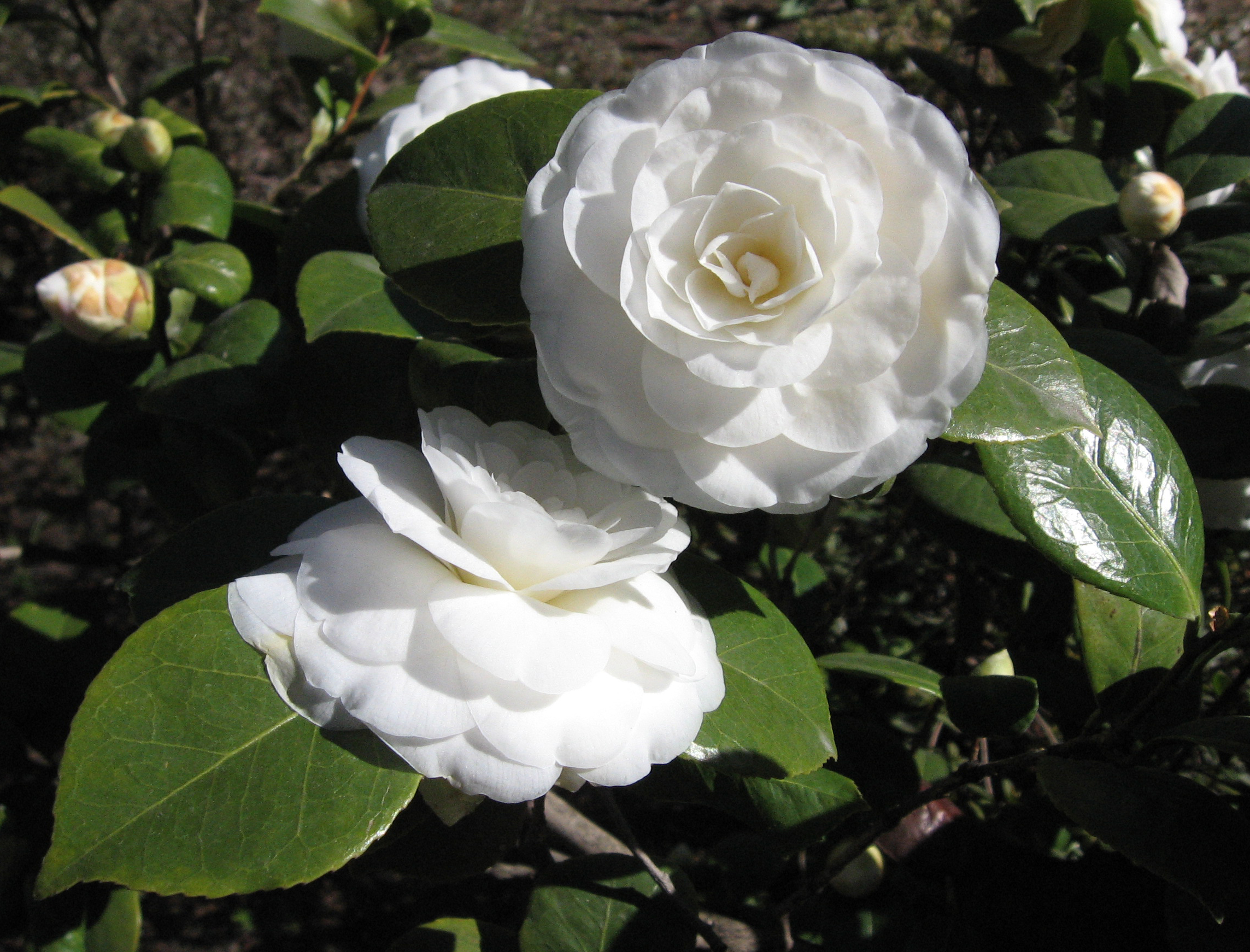
Camélias, símbolo do movimento abolicionista. Isabel foi presenteada diversas vezes com camélias do Quilombo do Leblon.

O número de escravos havia diminuído muito nas décadas anteriores à abolição da escravatura devido à abolição do tráfico de escravos, em 1850, pela Lei Eusébio de Queirós; às frequentes epidemias de varíola ocorridas no século XIX; à Guerra do Paraguai, onde muitos escravos morreram ou foram libertos; e à Lei do Ventre Livre, de 28 de Setembro de 1871, que libertou todas as crianças, filhas de escravos, nascidas a partir daquela lei, os chamados "ingênuos", e que previa indenização aos fazendeiros, o que não foi cumprido.
Também houve redução do número de escravos devido à Lei dos Sexagenários, de autoria de Rui Barbosa, que libertou, em 1885, todos os negros maiores de 65 anos de idade e que estabeleceu que os escravos maiores de 60 anos e menores de 65 estariam livres mas sujeitos a prestação de serviços por 3 anos; devido à abolição da escravidão, em 1886, no Ceará e no Amazonas; e devido às muitas cartas de alforria dadas por proprietários de escravos.
Assim, na primeira matrícula de escravos encerrada em 1872, haviam sido registrados 1 600 000 escravos e, na última matrícula geral de escravos encerrada em 30 de março de 1887, havia somente 720 000, uma queda de mais de 50% no total de escravos, em 15 anos.
Havia muita insegurança por parte dos fazendeiros, tendo, na reunião do Conselho de Estado, de 27 de agosto de 1885, o conselheiro Paulino José Soares de Sousa assim se expressado:
| “ | Os produtores deste país vivem na incerteza do dia de amanhã, não sabem com que elementos de trabalhos contém, nem até onde ser-lhes restringido o direito de uma propriedade, de que dimana a riqueza única do Brasil, consideram-se desprotegidos dos poderes públicos, precisam, antes de tudo, ter uma lei em que vivam para voltarem à segurança de ânimo indispensável a quem trabalha. | ” |

Ocorriam, também, frequentes fugas de negros e de mulatos das fazendas, ocasionando prejuízos enormes aos fazendeiros, e o exército já se recusava, nos últimos anos da escravidão, a fazer o papel de capitão do mato, ou seja: capturar e devolver os escravos a seus donos. Os Caifases, liderados por Antônio Bento, que promoviam a fuga dos escravos, perseguiam os capitães-do-mato e ameaçavam os senhores escravistas. A polícia de São Paulo, nos últimos anos da escravidão, também não mais recapturava escravos fugidos.
Essas fugas de escravos das fazendas aumentaram muito, a partir de 1886, quando foram proibidos, pela Câmara Geral, a pena de açoite nos escravos. Os escravos, passaram, então, a fugir das fazendas sem o medo de ser recapturados e serem açoitados. A lei n.º 3 310, de 15 de outubro de 1886, revogou o artigo n.º 60 do Código Criminal do Império, de 16 de dezembro de 1830, e revogou também a lei n.º 4, de 10 de junho de 1835, na parte em que impõem a pena de açoites, e determinou que: “ao réu escravo serão impostas as mesmas penas decretadas pelo Código Criminal e mais legislação em vigor para outros quaisquer delinquentes”.

Era permitido, pelo artigo 14 do Código Criminal do Império, apenas castigos moderados aos escravos, castigos estes que passaram a ser proibidos pela citada lei n.º 3 310 de 1886:
"Art. 14. Será o crime justificável, e não terá lugar a punição dele: (…) 6.º Quando o mal consistir no castigo moderado, que os pais derem a seus filhos, os senhores a seus escravos, e os mestres a seus discípulos; ou desse castigo resultar, uma vez que a qualidade dele, não seja contraria às Leis em vigor."
Além disso, estava se tornando, para os grandes fazendeiros produtores de café, economicamente inviável manter o trabalho escravo, em face da concorrência da mão de obra fornecida pelos imigrantes europeus, barata e abundante, em contraste com os altos preços dos escravos, estes, cada vez mais raros. Essa vinda de mão de obra europeia para o Brasil deveu-se à iniciativa do senador Vergueiro e aos conselheiros Rodrigo Augusto da Silva e Antônio da Silva Prado, que conseguiu fundos do governo paulista para as colônias de imigrantes europeus e que, quando ministro da Agricultura em 1885 no gabinete do barão de Cotejipe e em 1888 no gabinete João Alfredo, incentivou a imigração e criou várias colônias de imigrantes, entendendo o conselheiro Antônio Prado que a imigração era o único meio de substituir o trabalho escravo quando se realizasse a abolição da escravatura.
Todos esses fatores conjugados e também os ataques e furtos constantes dos negros, muitos deles refugiados em quilombos, às propriedades agrícolas, como mostrou Joaquim Manuel de Macedo em seu livro As Vítimas-Algozes, tornavam inviável a manutenção da escravidão no Brasil. Macedo denunciou a cumplicidade dos pequenos estabelecimentos comerciais, chamados de Venda, na receptação dos bens furtados, nas fazendas, pelos escravos e quilombolas:
| “ | A "Venda" não dorme: às horas mortas da noite vêm os quilombolas, os escravos fugidos e acoutados nas florestas, trazer o tributo de suas depredações nas roças vizinhas ou distantes ao vendelhão que apura nelas segunda colheita do que não semeou, e, que tem, sempre de reserva, para os quilombolas, recursos de alimentação de que eles não podem prescindir, e também, não raras vezes, a pólvora e o chumbo para resistência no caso de ataques aos quilombos. | ” |

### A polêmica sobre a abolição
Foi somente nos últimos anos da escravidão no Brasil que jornalistas, profissionais liberais e outros grupos não ligados à agricultura lançaram a tese da "Abolição sem indenização". Desde os primeiros debates, no parlamento brasileiro, sobre leis abolicionistas, como a Lei do Ventre Livre, em 1871, sempre era colocada a questão da indenização dos fazendeiros e de como esta indenização se daria. E a Lei dos Sexagenários, lei 3 270, de 28 de setembro de 1885, ordenava: "Art. 3º: Os escravos inscritos na matrícula serão libertados mediante indenização de seu valor pelo fundo de emancipação ou por qualquer outra forma legal".
Durante o longo processo de discussão das leis abolicionistas, a opinião pública e a classe política se dividiram entre os que eram totalmente favoráveis à abolição, os que eram contrários e um terceiro grupo intermediário que queria uma "abolição gradativa" para não haver uma imediata crise na lavoura por falta de mão de obra, chamada, na época, de "falta de braços para a lavoura" e para evitar grandes prejuízos para os fazendeiros. Esta última posição era defendida, entre outros, pelo deputado geral cearense, jornalista e escritor, José de Alencar, que assim se expressou, na seção da Câmara Geral em 13 de julho de 1871, como representante da ala do Partido Conservador que estava contra o projeto da Lei do Ventre Livre, do gabinete do visconde do Rio Branco:
| “ | Apresentei um projeto (de lei) em que coligi algumas medidas (abolicionistas) indiretas, de uma aplicação mais suave e, entretanto, de resultados mais eficazes. Esse projeto também passou despercebido….Nos relatórios que leu (o ministro) acha-se o pensamento que todos partilhamos que ressumbra do País inteiro; de extinguir pelo esforço comum, unânime e espontâneo da sociedade este mal que herdamos dos nossos antepassados…. Mas entre essa extinção plácida e natural e a extinção violenta por meios diretos como pretende o governo, há um abismo….Os retrógrados sois vós que pretendeis recuar o progresso do País, ferindo-o no coração, matando a sua primeira indústria, a lavoura. | ” |

Joaquim Nabuco na sua obra "Um Estadista do Império", relata que, no Conselho de Estado, o abolicionismo entrou na pauta das discussões, pela primeira vez, nas sessões de 2 e 9 de abril de 1867, tendo o conselheiro Marquês de Olinda advertido sobre as dificuldades que decorreriam da abolição e que as ideias abolicionistas vinham de países que não tinham trabalho escravo:
| “ | Quando deve ter lugar a abolição?…quando o número de escravos se achar tão reduzido em consequência das alforrias e do curso natural das que mortes que se possa executar este ato sem maior abalo na agricultura…Eu tremo com a publicação destes projetos, os quais, só por si, são capazes de fazer acumular matérias que causem um tremendo terremoto na sociedade…Serviço de ingênuos até 20 ou 16 anos? Impostos para o resgate? Os publicistas e homens de estado da Europa não concebem a situação dos países que têm escravidão. Para cá não servem suas ideias! | ” |

#### A Igreja Católica
Através do arcebispo José Pereira da Silva Barros, capelão-mor de Pedro II, conhecido como o “bispo abolicionista”, a Igreja Católica passou a ser um dos elementos centrais que levaram à abolição da escravatura. Em 1887, José que foi abolicionista declarado a décadas e camareiro secreto dos Papas Pio IX e Leão XIII, anunciou que a abolição da escravidão no Brasil seria um bom presente ao Papa. Depois deste anúncio, a Igreja Católica que evitava intervir em assuntos políticos desde a expulsão dos Jesuítas, excetuando-se seu envolvimento na questão religiosa, passou a defender publicamente o fim da escravidão. José Pereira foi seguido na causa abolicionista pelos arcebispos da Bahia e de São Paulo. Pela sua luta a favor da abolição foi uma das poucas figuras homenageadas publicamente por Pedro II e por Isabel, recebendo o título de conde de Santo Agostinho, o qual não teve dinheiro para retirar, segundo ele, por ser um homem pobre. José ficou conhecido em sua cidade natal por ter doado toda a fortuna herdada de sua família para a caridade. Rodrigo Augusto da Silva, em sua defesa da Lei Áurea na Câmara Geral, citou a Igreja Católica como uma das razões da abolição da escravatura.

## O projeto de lei da Abolição no Parlamento

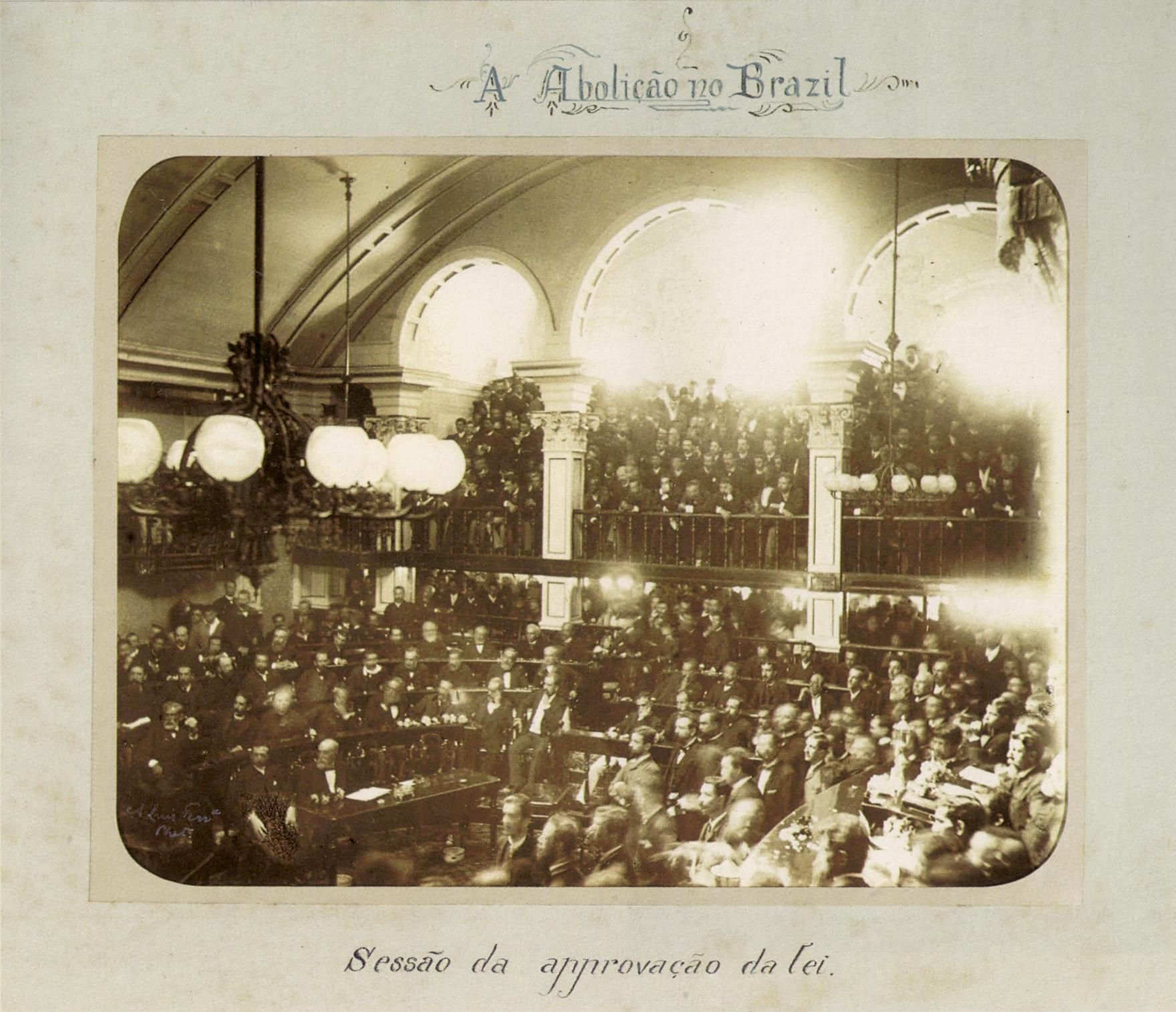
Sessão do Senado em que se aprovou a Lei Áurea, a 12 de maio de 1888.

O primeiro projeto de lei visando à libertação dos escravos no Brasil foi feito, em 1884, pelo gabinete ministerial presidido pelo Conselheiro Sousa Dantas, e foi rejeitado pela Câmara Geral.
A Lei Áurea nasceu de um projeto de lei apresentado, por Rodrigo Augusto da Silva, ministro da agricultura do Gabinete João Alfredo, à Câmara Geral, atual Câmara dos Deputados, em 8 de maio de 1888. Esse projeto de lei, segundo publicações do Senado Federal, era de autoria do próprio ministro da Agricultura. Outras fontes mencionam o Conselheiro Antônio da Silva Prado, (ministro da agricultura do Gabinete João Alfredo e que se afastara do cargo por motivo de saúde, passando a pasta da agricultura para Rodrigo Augusto da Silva), Ferreira Viana e o presidente do Conselho de Ministros João Alfredo Correia de Oliveira como colaboradores ou redatores da lei. Todos tiveram parte importante na elaboração do projeto de lei de abolição da escravatura, juntamente com Isabel.
Na versão do historiador Pedro Calmon, o Conselheiro Antônio Prado, que se encontrava em São Paulo, elaborou e enviou ao Presidente do Conselho de Ministros João Alfredo, através de seu cunhado, Elias Chaves, em 20 de abril de 1888, um projeto de lei longo, sugerindo, porém, que se aproveitasse apenas o seu primeiro artigo ("Fica abolida a escravidão no Brasil") para que não acontecesse que um texto extenso causasse longas discussões no parlamento. Acrescenta o historiador Tobias Monteiro que o segundo artigo do projeto de lei proposto pelo Conselheiro Antônio Prado obrigava os libertos a trabalharem para seus antigos senhores, mediante paga, e a residirem durante dois anos onde se achassem na data da abolição. Pouco após a abolição dos escravos, o Conselheiro Antônio Prado retornou ao ministério da agricultura.
O projeto foi apresentado no Parlamento pelo então Ministro da Agricultura e interino das Relações Exteriores, Rodrigo Augusto da Silva, em 8 de maio de 1888, e segundo o Ministro: de ordem, de sua Alteza a Princesa Imperial. Uma longa discussão ocorreu no parlamento no dia 9 de maio de 1888. Rodrigo Augusto da Silva recebeu fortes ataques dos deputados Pedro Luiz, Andrade Figueira, Bezamat e Alfredo Chaves.
O projeto de lei foi debatido, votado e aprovado, na Câmara Geral, em tempo recorde: em apenas duas seções na Câmara Geral, nos dias 9 e 10 de maio de 1888.
Rodrigo Augusto da Silva contou com a ajuda do deputado geral Joaquim Nabuco no debate com os deputados escravocratas. A oposição escravagista não teve sucesso. O projeto de lei que abolia a escravidão negra no Brasil, foi aprovado com expressiva votação favorável na Câmara Geral. Entre os deputados que aprovaram a Lei Áurea estavam os futuros presidentes da república: Rodrigues Alves e Afonso Pena.
A primeira votação da Lei Áurea ocorreu no mesmo dia: 9 de maio, em seção presidida por Henrique Pereira de Lucena, barão de Lucena. 83 deputados gerais foram favoráveis à aprovação e apenas 9 deputados gerais: barão de Araçaji, Bulhões Carvalho, Castrioto, Pedro Luís, Bezamat, Alfredo Chaves, Lacerda Werneck, Andrade Figueira e Cunha Leitão, votaram contra a Lei Áurea na Câmara Geral. O barão de Cotejipe votou contra a Lei Áurea, no Senado do Império. A votação em segundo turno, na Câmara Geral, no dia 10 de maio, foi feita por aclamação, sendo aprovado, em definitivo, na Câmara Geral, a Lei Áurea. Em seguida, o projeto de abolição da escravatura, foi enviado ao Senado do Império.

### O projeto de lei da Abolição na Câmara Geral
Ao chegar à Câmara Geral, o barão de Lucena anunciou que o Ministro da Agricultura estava na antessala. Em meio a uma "atmosfera fortemente eletrizada", o presidente "o faz se introduzir no recinto e sentar-se ao lado direito, de onde lê apenas o seguinte":
| “ | Augustos e Digníssimos Senhores Representantes da Nação – Venho, de ordem de Sua Alteza Imperial, Regente em nome de sua Majestade o Imperador, apresentar-vos a seguinte proposta: Art. 1.º É declarada extincta a escravidão no Brazil. Art. 2.º: Revogam-se as disposições em contrário. Palácio do Rio de Janeiro, 8 de Maio de 1888. Rodrigo A. da Silva | ” |

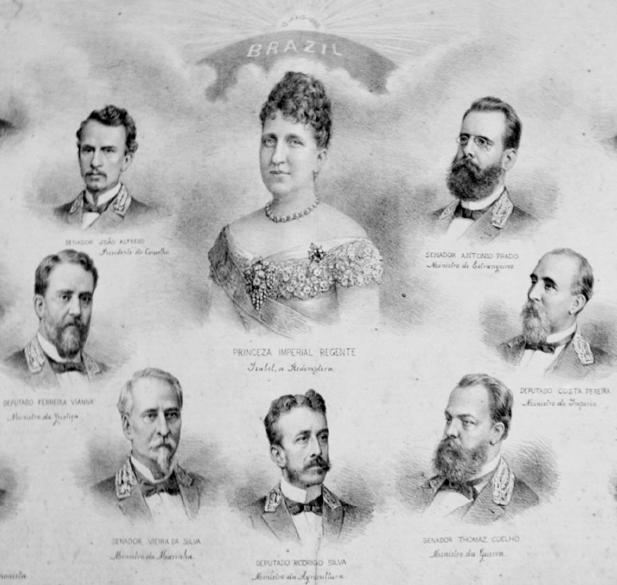
Isabel do Brasil, rodeada pelo conselheiro Rodrigo Augusto da Silva (que enviou o projeto de lei à Câmara dos Deputados), conselheiro Antônio da Silva Prado e demais membros do gabinete de 10 de março, 1888.

Rodrigo Augusto da Silva: Vejamos agora, senhores, o que se passou do lado oposto, e como elementos se desencadeavam contra a manutenção da escravidão, tornando impossível e impraticável a resistência, tal como a deve empregar a autoridade pública. Não havia um só órgão respeitável, desses que formam o sentimento de um povo e a opinião de uma nação, que não estivesse empenhado na grande cruzada. Recordarei a intervenção de alguns, contra os quais a ação do governo, si não era inútil era ineficaz. O episcopado com a sua palavra santa. Rodrigo A. da Silva ainda mencionou a mocidade das academias como influência.
Rodrigo A. da Silva: E, Sr. Presidente, o que e mais extraordinário ainda, e que os próprios interessados na manutenção da propriedade escrava, davam diariamente exemplos os mais admiráveis de abnegação, libertando os seus escravos incondicionalmente.
Rodrigo A. da Silva: Não venho também fazer praça do abolicionismo…
Joaquim Nabuco: Vossa Excelência representa a tradição de Eusébio de Queiroz. (Rodrigo A. da Silva era o herdeiro político e genro de Eusébio de Queiroz, autor da lei que proibiu o trafico negreiro.)
O ministro Rodrigo Augusto da Silva recebeu fortes críticas:
O deputado geral Andrade Figueira lembrou a necessidade de amparar os agricultores:
Andrade Figueira: O que fizeram as nações europeias que tiveram escravos em suas colônias quando resolveram emancipá-los? Além da indenização votada, procuraram fundar estabelecimentos de crédito que proporcionassem aos lavradores o capital suplementar sem o qual a transformação não é possível. Se hoje o escravo representa para o proprietário, não só o braço, mas também o capital — capital flutuante —, porque lhe custou dinheiro, aniquilando este duplo elemento de produção, qual é o capital disponível, que resta á grande maioria de nossos lavradores, para assalariar o trabalho livre? Quais são os estabelecimentos de crédito criados para vir-lhes em auxílio?.
Andrade Figueira acusou também o Gabinete de 10 de Março de ser conivente com a fuga de escravos, combinando com o governo de São Paulo a não deixar a polícia paulista recapturar os escravos fugidos, o que teria levado a ocorrerem fugas em massa, violência e a necessidade de os proprietários de escravos paulistas a libertarem seus escravos para evitar mais violência:
Andrade Figueira: Os escravos fugiram em massa, prejudicando não só os grandes interesses econômicos, mas também interesses de segurança pública: houve mortes, houve ferimentos, houve invasão de localidades, houve o terror derramado por todas as famílias, e aquela importante província durante muitos meses permaneceu no terror mais aflitivo. Felizmente os proprietários de São Paulo, compreenderam que, diante da inação da Força Pública, melhor seria capitularem perante a desordem, e deram liberdade aos escravos.
O ministro Rodrigo da Silva respondeu às críticas e finalizou a defesa da lei com as seguintes palavras:
Rodrigo A. da Silva: Quaisquer que sejam os horrores das minhas contradições, quaisquer que sejam as injustiças e dureza dos conceitos de que tenho sido alvo, dou tudo por bem compensado com o que fiz por esta causa e hoje a causa do regojizo geral da nossa pátria. Aceitei a posição de ministro em condições as mais excepcionais; dela me advieram todos os dissabores, preocupações e sacrifícios que a política impõe bastar-me a esta convicção, que me coloca acima de quaisquer preconceitos ou emulações do interesse individual, para deixar-me a doce compensação de que, hoje, como sempre, serei bem julgado pelo meu país, como um operário obscuro que não cessou de trabalhar pela libertação de uma nação inteira, e portanto, por uma grande conquista em favor da liberdade na nossa pátria.
Os anais do Parlamento mencionam que a fala de Rodrigo Augusto da Silva recebeu muitos aplausos, incluindo do público que ficava nas cadeiras destinadas que ficavam rente ao chão, bem próximos dos deputados, na Câmara Geral, na Cadeia Velha, onde hoje está instalado o Palácio Tiradentes.
O deputado geral Zama pediu votação nominal para que os nomes dos deputados gerais que aprovaram a Lei Áurea pudessem ser do conhecimento das gerações futuras. O resultado da votação nominal foi então 83 votos favoráveis e 9 contrários.
Esta proposta original, de 8 de Maio, sofreu apenas um pequeno acréscimo, no seu primeiro artigo, a partir de uma emenda feita pelo deputado geral Inocêncio Marques de Araújo Góis Júnior, que acrescentou ao projeto da Lei Áurea, a expressão "desde a data desta lei".
No dia 10 de maio, houve segunda votação que não foi nominal, dando por aprovado, em segundo turno, o projeto de Lei Áurea, na Câmara Geral, com a adição, em emenda, da frase "desde a data desta lei".

### O projeto de lei da Abolição no Senado do Império
Em resposta à fala do Trono de 1888, que abria o ano legislativo, e ao projeto de lei de abolição da escravatura no Brasil, introduzido na Câmara Geral, no mesmo dia, uma comissão do Senado do Império, composta por Manuel Francisco Correia, Diogo Velho Cavalcanti de Albuquerque e Antônio Marcelino Nunes Gonçalves, enviou uma mensagem do Senado do Império a Isabel. A mensagem dos senadores finalizava da seguinte maneira:
| “ | Acompanhando os patrióticos sentimentos de Vossa Alteza Imperial, o Senado apressar-se-á em resolver sobre a extinção do elemento servil, como o bem público exige; acreditando que, mediante providencias que acautelem a ordem na transformação do Trabalho, apressem pela imigração o povoamento do país, facilitem as comunicações, utilizem as terras devolutas, desenvolvam o crédito agrícola e aviventem a indústria nacional, a produção, sempre crescente, tornara forte impulso. Senhora – Si é muito elevada a missão que as circunstancias atuais assinalam a Assembleia Geral, o Senado não poupara sacrifícios para corresponder no que o Brasil dele espera e auxiliar o empenho de Vossa Alteza Imperial aos seus auspiciosos destinos. | ” |

O Senado do Império recebeu o projeto de lei de abolição da escravatura, no dia 11 de Maio, após o mesmo ter sido aprovado na Câmara Geral. Na sessão do dia 11 foi criado uma comissão especial do Senado para apreciar o projeto, não sendo apresentado nenhuma emenda e mantida a emenda da Câmara Geral que acrescentava a frase "desde a data desta lei". Nos dias 12 e 13 de Maio de 1888 houve discussão e votação do projeto de lei. No dia 12, com a presença do ministro da agricultura que chegara depois de iniciada a sessão, o projeto da Lei Áurea foi aprovado, em primeira votação, junto com a emenda da Câmara Geral, por todos os senadores presentes com exceção do barão de Cotejipe, embora seu nome não fosse registrado por não ter havido votação nominal. Em segunda e definitiva votação, a Lei Áurea foi aprovada, no dia 13 de maio, e, neste mesmo dia, enviado à sanção imperial.
O barão de Cotejipe, fez considerações, no dia 12 de maio, semelhantes às que foram feitas na Câmara Geral, sobre a fuga em massas de escravos, sobre a polícia paulista não mais ir atrás de escravos fugidos, sobre as muitas alforrias de escravos, sobre a ameaça ao direito de propriedade, temendo que futuramente se confiscasse terras sem indenização, e, concluiu afirmando que era inevitável a Lei Áurea para parar com a anarquia reinante devido às fugas de escravos:
| “ | Portanto, a extinção da escravidão que ora vem neste projeto não é mais que o reconhecimento de um fato já existente. Tem a grande razão, que reconheço de acabar com esta anarquia, não havendo mais pretextos para tais movimentos, para ataques contra a propriedade e contra a ordem pública. Eis como considero a vantagem do projeto. | ” |

No dia 13 de maio, o presidente do Conselho de Ministros João Alfredo participou dos debates. Fez um longo discurso, o senador Paulino de Souza, que comparou a situação do país naquele momento com a época dos debates em 1885, sobre a Lei do Sexagenários, quando o governo, naquela época, manteve a ordem, ao contrário do atual governo e o governo paulista que Paulino de Souza e Cotegipe os tinham como culpados pelo caos em que se encontrava o país, do qual a única saída seria a abolição.
| “ | Se o honrado Senador, (Dantas – Presidente do Conselho em 1885), quisesse por em prática o processo conservador atualmente empregado em São Paulo, e depois da ascensão do atual gabinete, assestado como um morteiro de anarquia sobre a minha província (Rio de Janeiro), teria necessariamente feito em poucos dias a abolição. | ” |

O conselheiro Antônio da Silva Prado foi registrado, nas atas do Senado do Império, entre os senadores que não estavam presentes e não enviaram justificativa. Nem todos acreditaram na explicação posterior de que Antônio da Silva Prado se afastou por motivos de saúde, alguns acreditavam que o real motivo era político. Ruy Barbosa ironizou sobre a constante ausência de Antônio da Silva Prado e sobre Rodrigo A. da Silva. Rui escreveu: “… O sr. Rodrigo Silva é o ministro que não sai nunca, ao contrário do sr. Prado, o ministro que nunca fica”.

## O texto da Lei Áurea
A lei n.º 3 353, (cujo projeto de lei foi apresentado à Câmara dos Deputados por Rodrigo Augusto da Silva, ministro dos Negócios da Agricultura, Comércio e Obras Públicas e interino dos Negócios Estrangeiros, deputado e depois senador) de 13 de maio de 1888, que não previa nenhuma forma de indenização aos fazendeiros, dizia, na ortografia atual:
| “ | Declara extinta a escravidão no Brasil: A Princesa Imperial Regente, em nome de Sua Majestade o Imperador, o Senhor D. Pedro II, faz saber a todos os súditos do Império que a Assembleia Geral decretou e ela sancionou a lei seguinte: Art. 1.º: É declarada extinta desde a data desta lei a escravidão no Brasil. Art. 2.º: Revogam-se as disposições em contrário. Manda, portanto, a todas as autoridades, a quem o conhecimento e execução da referida Lei pertencer, que a cumpram, e façam cumprir e guardar tão inteiramente como nela se contém. O secretário de Estado dos Negócios da Agricultura, Comércio e Obras Públicas e interino dos Negócios Estrangeiros, Bacharel Rodrigo Augusto da Silva, do Conselho de Sua Majestade o Imperador, o faça imprimir, publicar e correr. Dada no Palácio do Rio de Janeiro, em 13 de maio de 1888, 67.º da Independência e do Império. Princesa Imperial Regente. Rodrigo Augusto da Silva Carta de lei, pela qual Vossa Alteza Imperial manda executar o Decreto da Assembleia Geral, que houve por bem sancionar, declarando extinta a escravidão no Brasil, como nela se declara. Para Vossa Alteza Imperial ver. Chancelaria-mor do Império - Antônio Ferreira Viana. Transitou em 13 de maio de 1888.- José Júlio de Albuquerque. | ” |

Aprovado com 85 votos favoráveis e 9 votos contrários na Câmara Geral (Câmara dos Deputados), e um contrário no Senado do Império, foi à sanção da princesa regente Isabel, em 13 de maio. A única alteração do projeto de lei do governo, feita pela Câmara Geral, foi introduzir no texto a expressão "desde a data desta lei", para que a lei entrasse em vigor imediatamente, antes de ser publicada nas províncias, o que costumava levar um mês, no mínimo.

## Consequências da Abolição

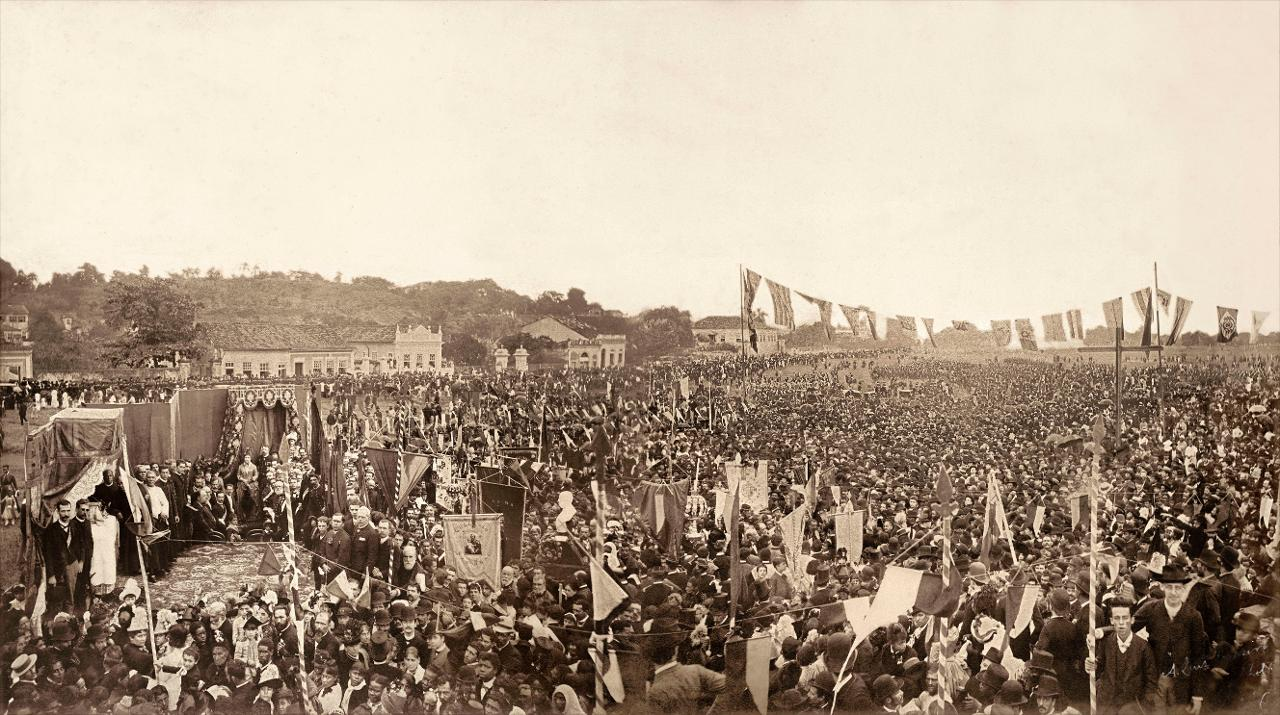
Grande missa campal celebrada em ação de graças pela Abolição da Escravatura no Brasil, em 1888, no Campo de São Cristóvão. A Princesa Isabel e Conde D'Eu, estão no canto esquerdo, sob uma tenda imperial.

Foram libertados, pela Lei Áurea, um total de escravos que não chegou a um milhão de pessoas, para uma população total de quinze milhões de brasileiros. Na primeira matrícula de escravos, concluída em 1872, inscreveu 1 600 000 escravos e a última matrícula de escravos, concluída em 30 de março de 1887, registrou apenas 720 000 escravos, um ano antes da Lei Áurea.

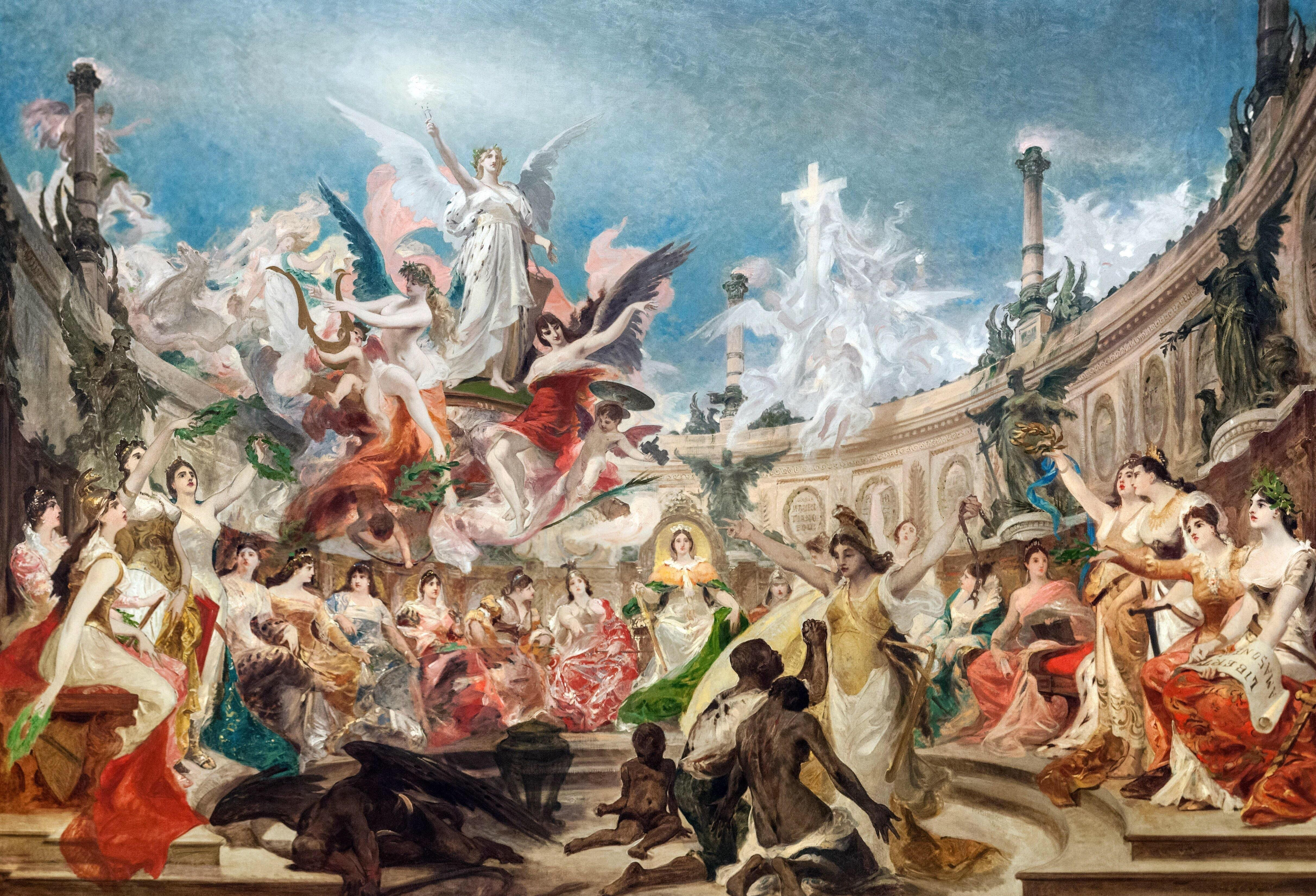
Libertação dos Escravos, 1889, Pedro Américo.

A Lei do Ventre Livre e a Lei Áurea foram sancionadas por Isabel quando seu pai estava na Europa. Pela Lei Áurea, ela foi premiada com a comenda Rosa de Ouro pelo Papa Leão XIII — autor de encíclicas favoráveis à abolição da escravatura, como Catholicae Ecclesiae e In Plurimis —, e Rodrigo Augusto da Silva foi feito cavaleiro da Santa Sé, recebendo a Grã-cruz da Ordem de São Gregório Magno de Roma.
João Maurício Wanderley, barão de Cotejipe, o único senador do império que votou contra o projeto de abolição da escravatura, ao cumprimentar a princesa logo após esta ter assinado a Lei Áurea, profetizou:
| “ | "A senhora acabou de redimir uma raça e perder o trono"! | ” |

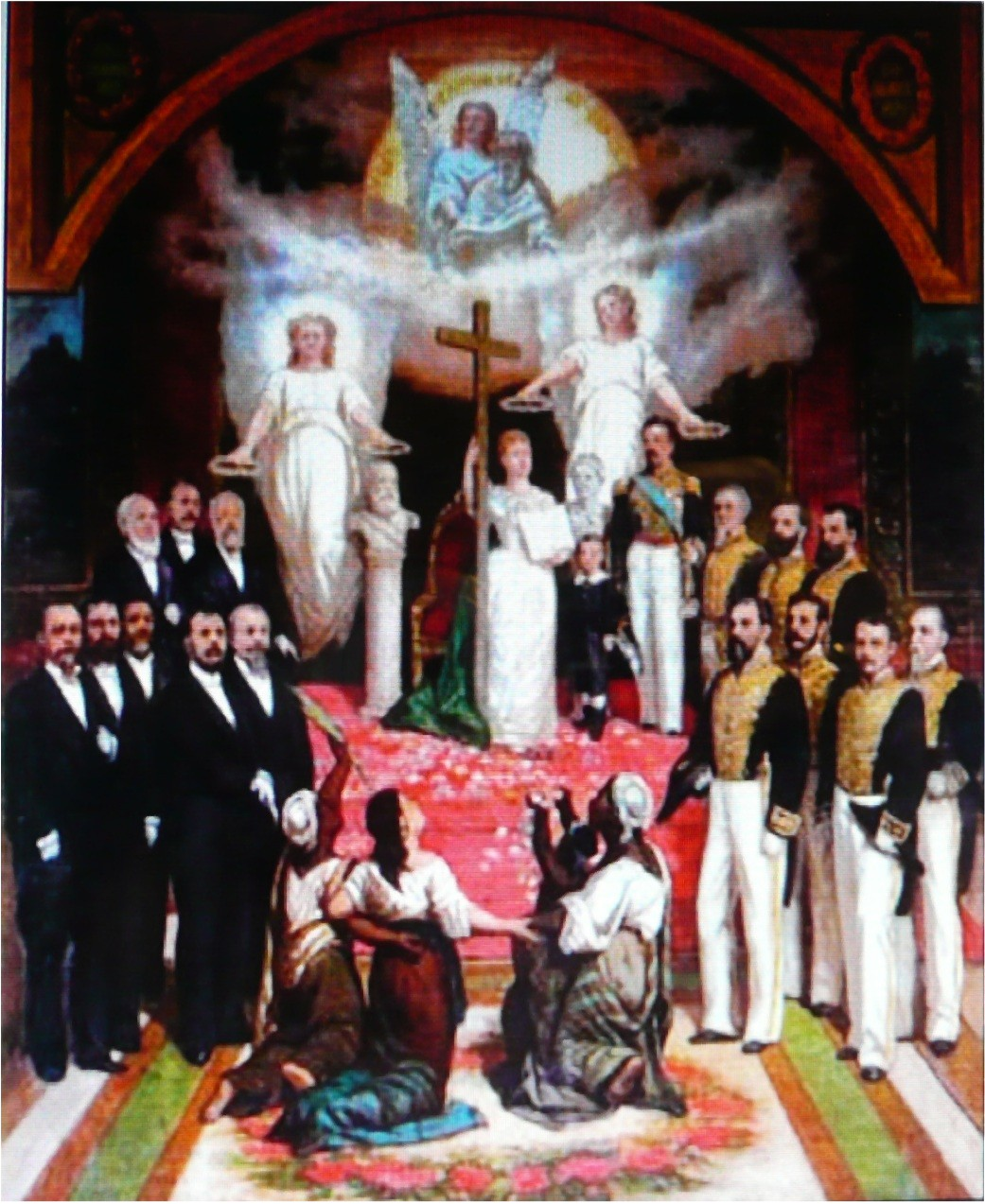
Lei Áurea do espanhol Miguel Navarro Cañizares.

A Lei áurea foi apoiada por todos os líderes afrodescendentes da época, chamados então de "Pretos", como José do Patrocínio e André Rebouças, mas ainda não deixou de provocar polêmicas. Críticos do projeto de lei da abolição afirmam que a Lei Áurea deu liberdade aos negros e mulatos mas não lhes garantiu alguns direitos fundamentais, como acesso à terra e à moradia, que os permitissem exercer uma cidadania de fato.
Ao contrário, a falta de uma legislação complementar que vislumbrasse tal problemática contribuiu por condenar, usando termos políticos vigentes atualmente no Brasil, amplas camadas populares à exclusão social — problema que só se agravaria com o passar do tempo.
Faltaram também medidas complementares para minorar as dificuldades que os fazendeiros passaram devido à abolição. O Conselheiro de Estado Lafaiete Rodrigues Pereira, na reunião do Conselho de Estado de 31 de maio de 1889, lembrou que foram concedidos empréstimos vultosos para a imigração de trabalhadores europeus mas os empréstimos para a agricultura não se concretizaram:
| “ | A abolição do elemento servil desorganizou de golpe a lavoura do país, deixando-a a um tempo sem tratadores e sem capitais. Era uma necessidade indeclinável acudi-la de pronto, fornecendo-lhe dinheiro por meio de crédito e braços pela imigração. O ministério ou desconheceu a urgência e extensão destas necessidades, ou não soube adotar as medidas adaptadas a satisfazê-las! | ” |

De acordo com a análise de Everardo Valim Pereira de Souza, reportando-se às considerações do Conselheiro Antônio da Silva Prado, as consequências da abolição da escravatura, em 13 de maio de 1888, deixando sem amparo os ex-escravos, foram das mais funestas:
| “ | Segundo a previsão do Conselheiro Antônio Prado, decretada de afogadilho a “Lei 13 de maio”, seus efeitos foram os mais desastrosos. Os ex-escravos, habituados à tutela e curatela de seus ex-senhores, debandaram em grande parte das fazendas e foram "tentar a vida" nas cidades; tentame aquele que consistia em: aguardente aos litros, miséria, crimes, enfermidades e morte prematura. Dois anos depois do decreto da lei, talvez metade do novo elemento livre havia já desaparecido! Os fazendeiros dificilmente encontravam "meieiros" que das lavouras quisessem cuidar. Todos os serviços desorganizaram-se; tão grande foi o descalabro social. A parte única de São Paulo que menos sofreu foi a que, antecipadamente, havia já recebido alguma imigração estrangeira; O geral da Província perdeu quase toda a safra de café por falta de colhedores! | ” |

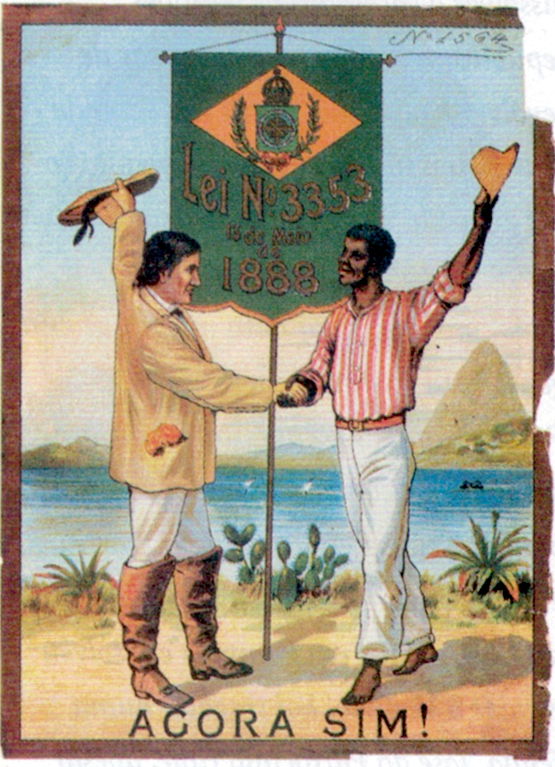
Cartaz de 1888, do acervo do Arquivo Nacional, comemorativo a Abolição da Escravidão no Brasil em que a Lei Áurea está na flâmula da Bandeira do Império do Brasil.

O presidente da república Washington Luís, que também era historiador, na sua Mensagem ao Congresso Nacional de 1927, também tece considerações, neste sentido, sobre a abolição da escravatura:
| “ | Extraordinário passo de grandeza moral incomparável, dado, porém, como quem receia ser obrigado a voltar atrás, a abolição da escravidão foi feita sem que se tivesse preparado a sua substituição pelo trabalho livre. Com ela (a abolição) houve a supressão de um enorme capital, plenamente desaparecido, e, principalmente, a desorganização completa do trabalho agrícola, base única, então, da vida econômica do país! | ” |

Getúlio Vargas também lamentou a abolição feita sem adequada substituição da mão-de-obra escrava, em discursos publicados em "A Nova Política do Brasil", volume 1, página 144 e no volume 2, página 20:
| “ | Com a ausência de uma política que, após a abolição, cogitasse de substituir o trabalho escravo pela atividade livre, zonas outrora florescentes vieram a ser completamente abandonadas, e as populações aí vegetam, sem raízes, jungidas à voracidade dos novos senhores, que as exploram! | ” |

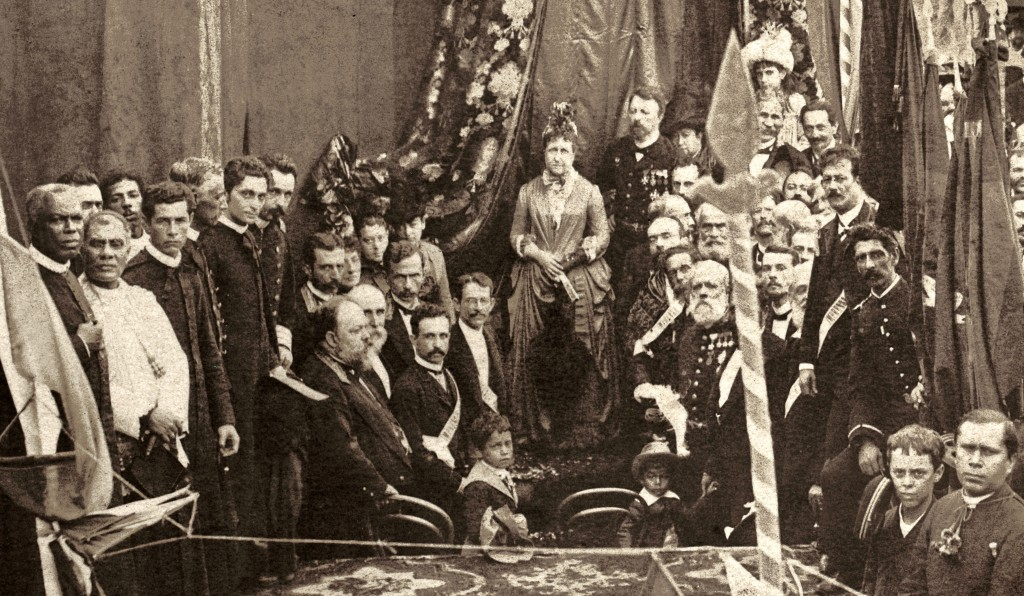
A realeza brasileira, com a Princesa Isabel ao centro, durante missa campal celebrando a abolição da escravatura, em 17 de maio de 1888

Nos debates do dia 13 de maio no Senado do Império, o senador Paulino de Souza, chamou a atenção para o abandono em que ficariam os mais desamparados dos libertos:
| “ | É desumana (a lei aprovada) porque deixa expostos à miséria e a morte, os inválidos, os enfermos e os velhos, os órfãos e crianças abandonadas da raça que quer proteger, até hoje nas fazendas a cargos dos proprietários, que hoje arruinados e abandonados pelos trabalhadores válidos, não poderão manter aqueles infelizes, por maiores que sejam os impulsos de uma caridade que é conhecida e admirada por todos os que frequentam o interior do país. | ” |

E mesmo se os escravos tivessem permanecido nas fazendas, era tida também como funesta a situação da agricultura brasileira, prevendo-se a queda da produtividade da agricultura e a queda da receita dos estados produtores de café, tendo dito, citando o economista Molinaire, o deputado geral Pedro Luís, na sessão de 10 de maio de 1888, da Câmara Geral, que:
| “ | Molinaire diz que, em geral, o trabalho do liberto é um terço menos produtivo que o trabalho do escravo, sendo necessários dez libertos para os serviços que eram feitos por sete escravos. Dá as razões deste fato e conclui que, na melhor das hipóteses, continuando os libertos todos nos estabelecimentos rurais, teremos uma diferença de 1/3 para menos na produção! | ” |

Vale ressaltar que, apesar de a Lei Áurea ter posto fim à exploração da mão de obra escrava no Brasil, persistem, ainda hoje, no país, algumas formas contemporâneas de escravidão, mantidas de forma ilegal.

## Possíveis compensações

### Projeto de amparo de libertos do governo imperial
Estudos mais recentes de alguns historiadores e juristas, principalmente com a divulgação, pela Revista Nossa História, de uma carta que a princesa Isabel endereçou ao Visconde de Santa Vitória, datada de 11 de agosto de 1889, tem traçado um revisionismo na questão histórica da pós-escravatura a respeito da corrente dominante de pensamento na historiografia política, no contexto do abandono social dos afro-brasileiros após a efetivação da Lei Áurea. A carta detalha planos do governo Imperial para efetivar propostas de auxílio econômico e inserção social dos indivíduos recém-libertos. Contudo, a monarquia caiu, em 1889, e, com a república, o poder foi exatamente para a elite escravocrata que se opôs à libertação do trabalho servil e por anos, a Primeira República não deixou efetivar políticas de inserção dos ex-escravos e de seus descendentes. No documento Isabel revela que as posições favoráveis aos ex-cativos precisariam ser tratadas com confidencialidade para não afrontarem a elite escravocrata e os militares:
| “ | Com os fundos doados teremos oportunidade de colocar estes ex-escravos, agora livres, em terras suas próprias trabalhando na agricultura e na pecuária e delas tirando seus próprios proventos. Deus nos proteja dos escravocratas e os militares saibam deste nosso negócio, pois seria o fim do atual governo e mesmo do Império e da Casa de Bragança no Brasil. | ” |

### A questão da indenização dos fazendeiros
Do ponto de vista dos fazendeiros, a crítica feita à abolição dos escravos foi no sentido de que estes não foram indenizados monetariamente, tendo eles imensos prejuízos, especialmente os pequenos proprietários de terra, que não tinham acesso a mão de obra de imigrantes europeus. Porém, documentos recentemente descobertos revelam que Isabel analisou a hipótese de indenizar os ex-escravos com recursos do extinto Banco Mauá e realizar, usando termos atuais, uma ampla reforma agrária.
Para inviabilizar essa pretendida indenização dos fazendeiros, e em nome da "fraternidade e solidariedade com a grande massa de cidadãos que, pela abolição do elemento servil, entrava na comunhão brasileira", Rui Barbosa, quando ministro da fazenda do governo Deodoro da Fonseca, ordenou a destruição de todos os livros de matrículas de escravos, os quais eram da guarda dos cartórios de ofício dos municípios, em 14 de dezembro de 1890, e os documentos do Ministério da Fazenda referentes à escravidão. Nestes livros de matrícula de escravos constavam os preços pelos quais os escravos tinham sido adquiridos por seus donos, conforme as normas estabelecidas pela lei 3 270 de 1885 (Lei dos Sexagenários) que ordenava nova matrícula de escravos e estabelecia seus valores máximos de acordo com sua idade. Esta matrícula de escravos prevista pela Lei dos Sexagenários foi concluída em 30 de março de 1887.
Seis dias mais tarde, em 20 de dezembro de 1890, a decisão de Rui Barbosa foi aprovada no Congresso Nacional com a seguinte moção: "O Congresso Nacional felicita o Governo Provisório por ter ordenado a eliminação nos arquivos nacionais dos vestígios da escravatura no Brasil". Em 20 de janeiro de 1891, Rui Barbosa deixou de ser ministro da Fazenda, mas a destruição dos documentos referentes à escravidão prosseguiu.
De acordo com o historiador Américo Jacobina Lacombe, "Uma placa de bronze, existente nas oficinas do Lloyd Brasileiro, contém, de fato, esta inscrição assaz lacônica: "13 de maio de 1891", aqui foram incendiados os últimos documentos da escravidão no Brasil".

## A Lei Áurea perante a historiografia

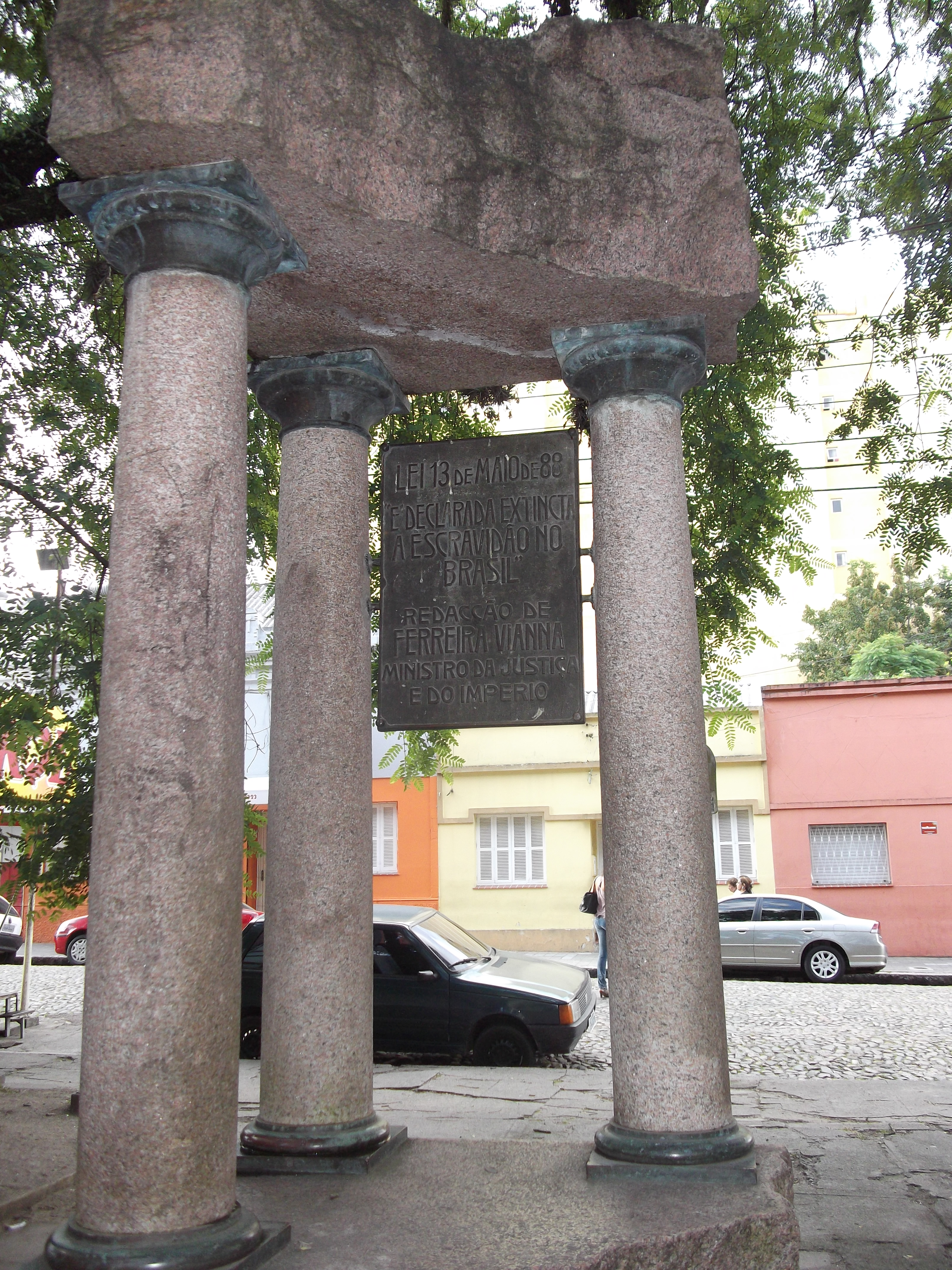
Monumento à Lei Áurea, em Pelotas.

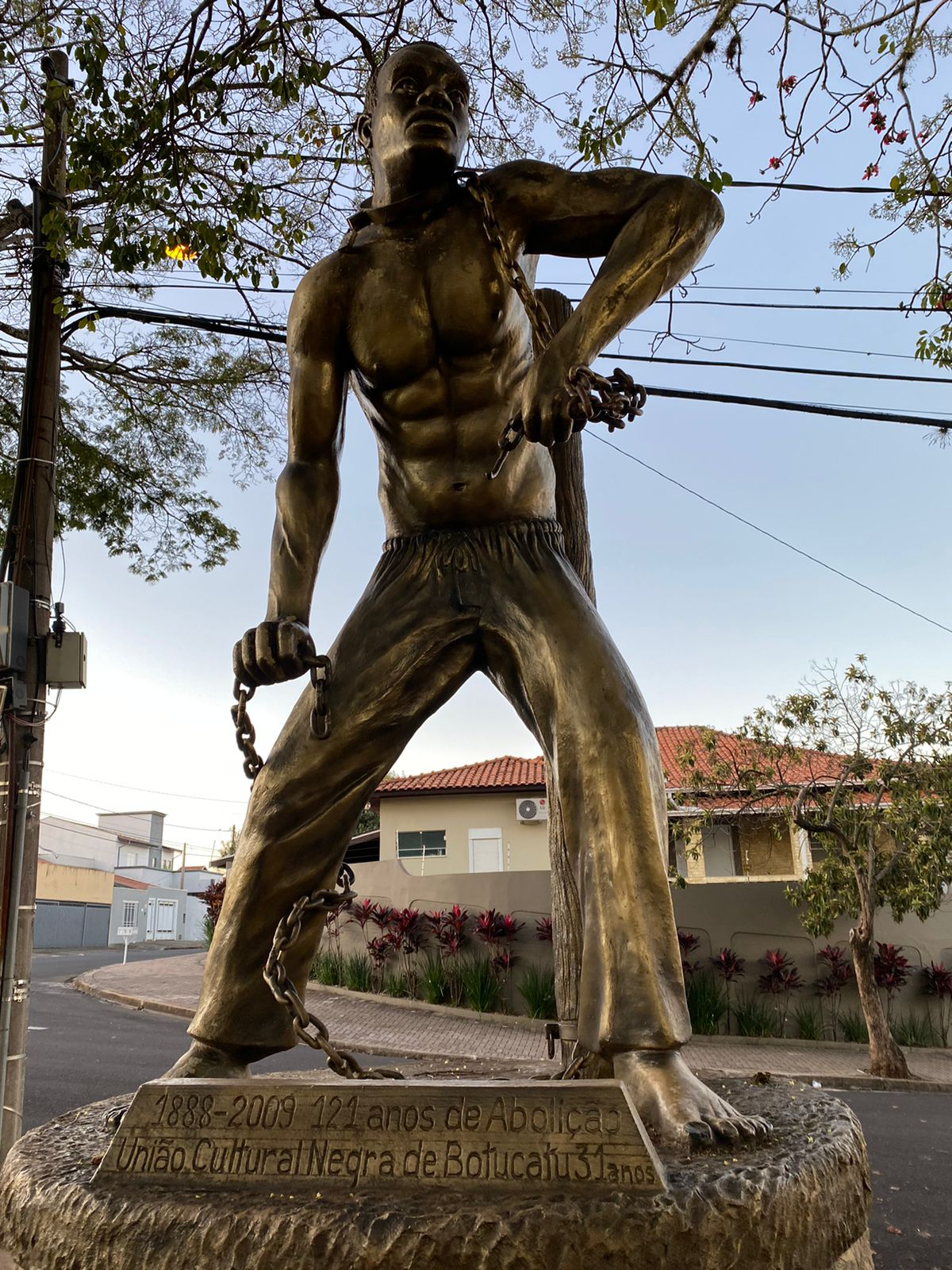
Estátua comemorativa dos 121 anos da abolição no Brasil, em Botucatu.

Durante muito tempo a Lei Áurea foi vista como um ato generoso de Isabel, que seguia os propósitos abolicionistas de seu pai o Imperador Pedro II e também vista como o resultado de uma longa campanha abolicionista, sendo bastante comemorada pela sociedade brasileira.
Alguns pesquisadores recentes da historiografia brasileira têm outro ponto de vista sobre a abolição da escravatura e sobre a Lei Áurea. Afirmam eles que a abolição teria sido fruto de um estado semi-insurrecional que ameaçava a ordem imperial e escravista. Tal interpretação acentua o caráter ativo, e não passivo, das populações escravizadas. Sílvia Hunold Lara e Sidney Chalhoub, ambos professores doutores do departamento de História da Universidade Estadual de Campinas (Unicamp), afirmam que as rebeliões de escravos que estavam se generalizando no país, na época da abolição, gerando quilombos por toda a parte, como foi dito acima, após a abolição da pena de açoite, e a cumplicidade do exército brasileiro e da polícia paulista, que não faziam mais a recaptura dos escravos fugidos, tornaram inviável, política e economicamente, a escravidão. Sílvia H. Lara e Sidney Chalhoub procuram, com esta tese, minimizar o papel que Isabel, os clubes abolicionistas, a imprensa e a maçonaria brasileira tiveram na abolição da escravatura no Brasil. 
Por outro lado, esta não era necessariamente a percepção da opinião pública na época. Eventos por muito tempo desconsiderados na historiografia brasileira dos séculos XIX e XX, tal como o Massacre de 17 de novembro, demonstram como ex-escravos estavam dispostos a arriscarem suas vidas pela defesa da princesa Isabel e da monarquia em alguns casos - mesmo em províncias distantes como o Maranhão. Tal episódio, pesquisado por Matheus Gato, doutor em Sociologia pela USP, lança novos e mais profundos desafios na compreensão das motivações e consequências da Lei Áurea, dada a complexa teia de posturas adotadas pelos diferentes agentes históricos do período.
A ideia corrente de que somente ricos fazendeiros possuíam escravos e que a Lei Áurea atingiu e prejudicou somente as elites econômicas também têm sido questionada atualmente. A respeito, o historiador José Murilo de Carvalho escreveu:
| “                          | Possuíam escravos não só os barões do açúcar e do café. Possuíam-nos também os pequenos fazendeiros de Minas Gerais, os pequenos comerciantes e burocratas das cidades, os padres seculares e as ordens religiosas. Mais ainda: possuíam-nos os libertos. Negros e mulatos que escapavam da escravidão compravam seu próprio escravo se para tal dispusessem de recursos. A penetração do escravismo ia ainda mais a fundo: há casos registrados de escravos que possuíam escravos. | ” |
| — José Murilo de Carvalho, | |   |

## Documento original

### Manutenção e exposição

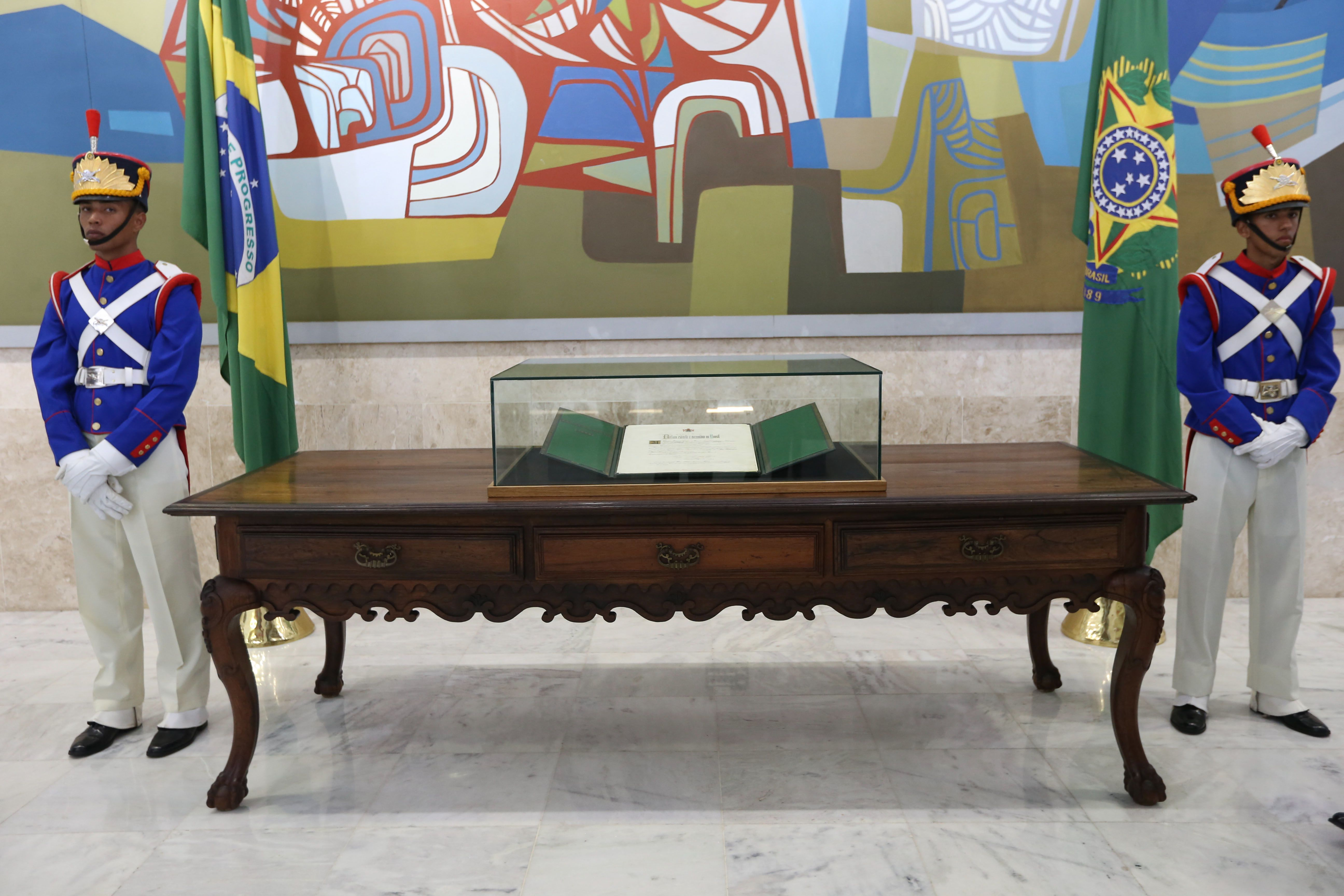
Documento da Lei Áurea em exposição temporária no Palácio do Planalto guardado pelo Batalhão da Guarda Presidencial, 2017

O original da Lei Áurea, que foi elaborado em um pergaminho produzido a partir do couro de ovelhas e cabras, faz parte do acervo do Arquivo Nacional. Junto com o documento, existe um estojo original, feito de couro com dourações de florões em folha de ouro. Sua exposição ao público ocorre somente alguns dias do ano, devido ao material ser extremamente vulnerável a fatores climáticos.

### A pena dourada
Tendo sido editada em três vias, cada cópia da Lei Áurea foi assinada por três penas douradas idênticas. Pedro Carlos de Orleães e Bragança vendeu, ao Museu Imperial de Petrópolis, a pena dourada com a qual sua bisavó, a princesa Isabel do Brasil, assinou a primeira via da Lei Áurea, pela soma de 500 000 reais. A pena dourada havia sido mantida como herança entre os primogênitos do Ramo de Petrópolis dos descendentes de Isabel do Brasil. As outras duas penas utilizadas encontram-se em poder do Museu da Maçonaria, na sede do Grande Oriente do Brasil.

### Caligrafia
De acordo o Jornal do Senado, o texto caligrafado e em adornos ornamentais foram trabalho do calígrafo Leopoldo Heck.